# Tanya Acosta
Tanya Isolina Acosta (Basavilbaso, 11 de marzo de 1991) es una exjugadora argentina de voleibol argentina que se desempeñó en la posición de opuesta o punta-receptora. Participó de los Juegos Olímpicos de Río 2016 junto a la Selección femenina de voleibol de Argentina.

## Biografía
Tras un paso por distintos clubes, recaló en el club Bell cordobés, con el que disputó la Liga Femenina de voley en 2009. Ese año el equipo tendría un buen pasar en la Liga, pero sería la temporada siguiente (2010-11) donde el club se consagraría como protagonista llegando a la final del torneo, la que perdería en tres partidos ante Boca Juniors. Si bien Acosta no participó en la final debido a una lesión, fue una jugadora relevante durante el resto de la temporada y estuvo presente en la copa ACLAV, torneo que se disputó previo a la Liga Femenina y en donde también Bell cayó ante Boca en la final. En 2011 fue transferida a Gimnasia y Esgrima La Plata, donde logró el subcampeonato metropolitano de 2013, el Torneo Apertura metropolitano 2014 y el tercer puesto en el metropolitano de 2015. De Gimnasia pasó al voley francés, desempeñándose en el Terville-Florange OC. Su buen rendimiento tanto en la liga francesa como en los JJOO le valieron el pase al Pinheiros EC de Brasil, donde fue compañera de Emilce Sosa. Del Pinheiros estaba previsto su pase al Azerrail Bakú de Azerbaiyán, con el que participaría en Liga y Copa de Europa pero una nueva lesión frustró la transferencia, por lo que retornó a Gimnasia y Esgrima La Plata. En 2019 pasó al Regatas Lima de Perú, donde fue dirigida por el también argentino Horacio Bastit y se consagró campeona de la Liga Nacional Superior de voleibol femenino de 2021. En el regreso a Argentina se consagró campeona del metropolitano 2021 nuevamente con Gimnasia y Esgrima La Plata.
El 12 de abril de 2022, tras perder la final de la Liga Femenina de voleibol frente a Boca Juniors, anunció su retiro definitivo de la práctica deportiva profesional.

### Selección argentina
Sus actuaciones en Bell le valieron su primer citación a la Selección Argentina femenina en el año 2010, cuando fue convocada por Horacio Bastit para formar parte de la Selección Sub-23 que disputaría los Juegos Suramericanos de ese año, donde Argentina conseguiría la medalla de plata detrás de Brasil. A esta participación le seguirían otras en el Campeonato Mundial Sub-23 de 2013, la Copa Panamericana de 2013 (donde Argentina lograría la medalla de bronce), el Grand Prix de 2014, y la Liga de Naciones de 2018 entre otras. Sin embargo, sus presencias más importantes serían en el Campeonato Mundial de 2014, la Copa Mundial de 2015, y los Juegos Olímpicos de Río de Janeiro 2016, que marcó el debut absoluto del vóley femenino argentino en los JJOO. En los Juegos aportó 11 puntos en el debut de Las Panteras ante Rusia y otros 10 en lo que sería la primera victoria en JJOO de un equipo argentino de voley femenino contra Camerún, realizando un buen trabajo ofensivo según la prensa.

## Vida personal
Cursó estudios de Psicología Social, lo que le permitió una vez terminada su carrera sumarse a la municipalidad de Basavilbaso para trabajar en la Dirección de Deportes.

## Trayectoria
- Estudiantes de Paraná
- San Isidro de Córdoba (2007-08)
- Club Bell (2009-11)
- Gimnasia y Esgrima La Plata (2011-15)
- Terville-Florange OC (2015)
- EC Pinheiros (2016)
- Gimnasia y Esgrima La Plata (2017-19)
- Regatas Lima (2019-21)
- Gimnasia y Esgrima La Plata (2021-22)

## Palmarés

### Selección
- Medalla de plata en Juegos Suramericanos 2010[35]
- Medalla de bronce en Copa Panamericana de Voleibol Femenino de 2013[26]
- Medalla de oro en el Suramericano de Chile 2014.[36]
- Medalla de bronce en los Juegos Panamericanos de Lima 2019[23]

### Clubes
- Subcampeona Copa ACLAV 2010 - Con Club Bell[13]
- Liga Argentina 2011 - Con Club Bell[13]
- Subcampeona Metropolitano 2013 con GELP[14]
- Campeona Torneo Apertura - Federación Metropolitana de Voley 2014  - Con GELP[15]
- Tercer puesto Torneo Metropolitano 2015 - Con GELP[16]
- Campeona de la Liga Nacional 2021 en Perú - Con Regatas Lima[23]
- Campeona del Torneo Metropolitano de Vóley 2021 - Con GELP[23]
- Subcampeona Liga Argentina 2022 - Con GELP[23]

### Premios individuales
- Mejor sacadora temporada 2009/10, otorgado por ACLAV[37]